# Dzshárkhand
Dzshárkhand (dévanágari: झारखंड) egy kelet-indiai állam.

## Földrajz

### Népessége
| 2011 | 32 988 134 |

## Történelem
A mai állam területe 1525 körül a Delhi Birodalom része volt. 1765-ben érkezett ide az első brit gyarmatosító.
Dzshárkhand 2000. november 15-én vált ki Bihár szövetségi államból.

## Gazdasága
Az állam gazdasága vaskohászatra épül, legnagyobb vaskohászati központja Dzsamsedpur.